# Кладовище Кунлінь
Цвинтар Кунлінь або Ліс Конфуція (кит.: 孔林) — родовий некрополь Конфуція, що знаходиться в Цюйфу, поблизу храму Конфуція. Він вважається найбільшим і таким, що найкраще зберігся в Китаї.

## Опис
Тут розташована могила Конфуція та членів його родини. З підвищенням авторитету вчення Конфуція цей «родовий ліс» безперервно розширювався. У епоху Цін він займав площу 2 кв. км. В цьому лісі розташовані кам'яні стели з епітафіями і кам'яні статуї. Найраніші з них відносяться до часів правління династії Хань (206 р. до н. е. — 220 р. н. е.) і далі — до епох Мін і Цін. Таких стел налічується понад 5 тисяч. На цьому кладовищі знаходяться могили більш ніж 100 000 нащадків Конфуція, які були там поховані протягом 2000 років.
У 1331 році почалися будівельні роботи на стінах і воротах цвинтаря. Загалом, на кладовищі відбулося 13 реконструкцій та розширень. Зрештою, наприкінці XVIII століття, по периметру стіни досягали довжини 7,5 км, а площа складала 3,6 км2.
Ліс Конфуція є незамінним джерелом для вивчення політичного, економічного і культурного розвитку, а також для дослідження ритуалів поховання в стародавньому Китаї.

## Галерея

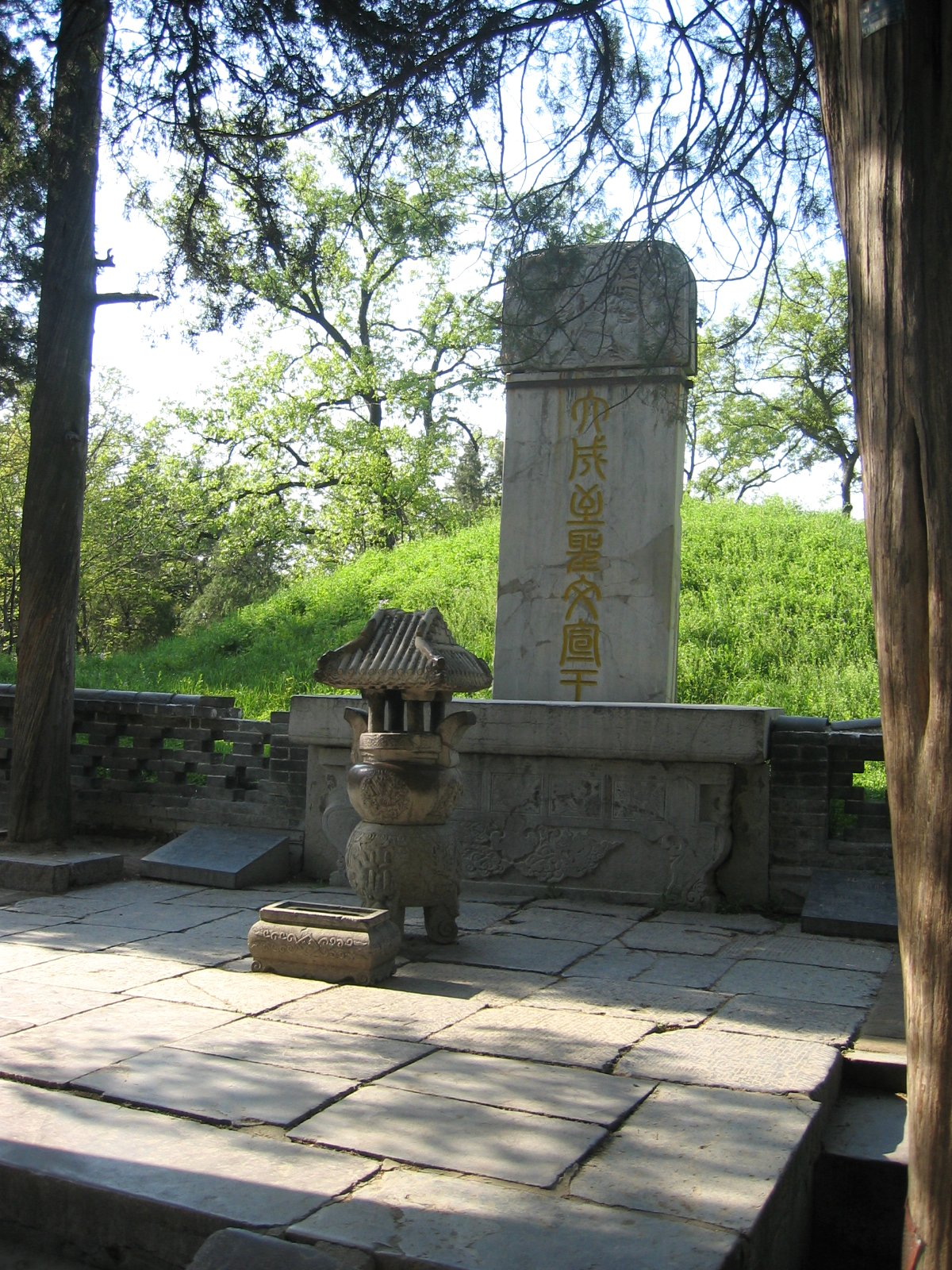
Могила Конфуція
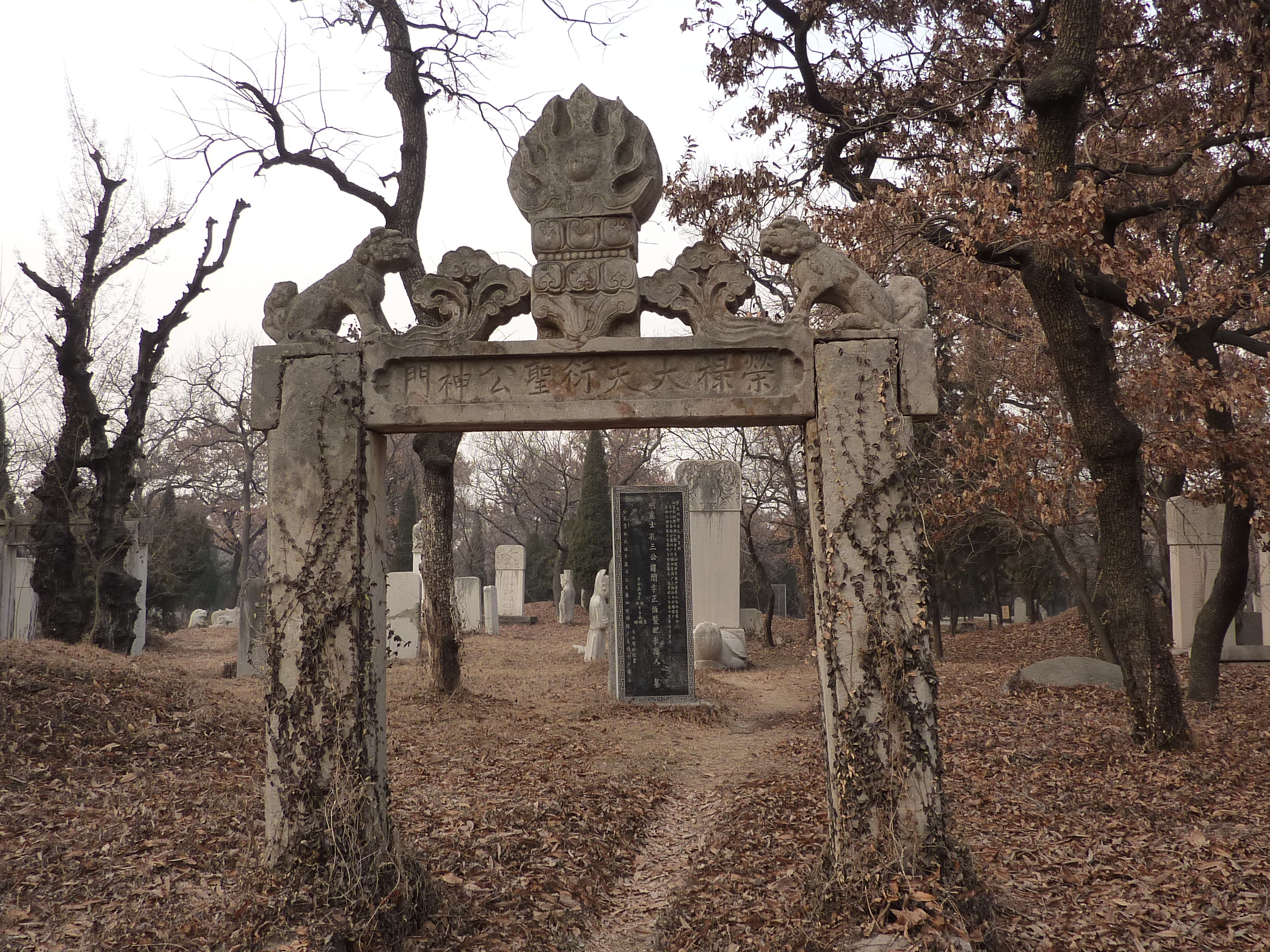
Духовна дорога
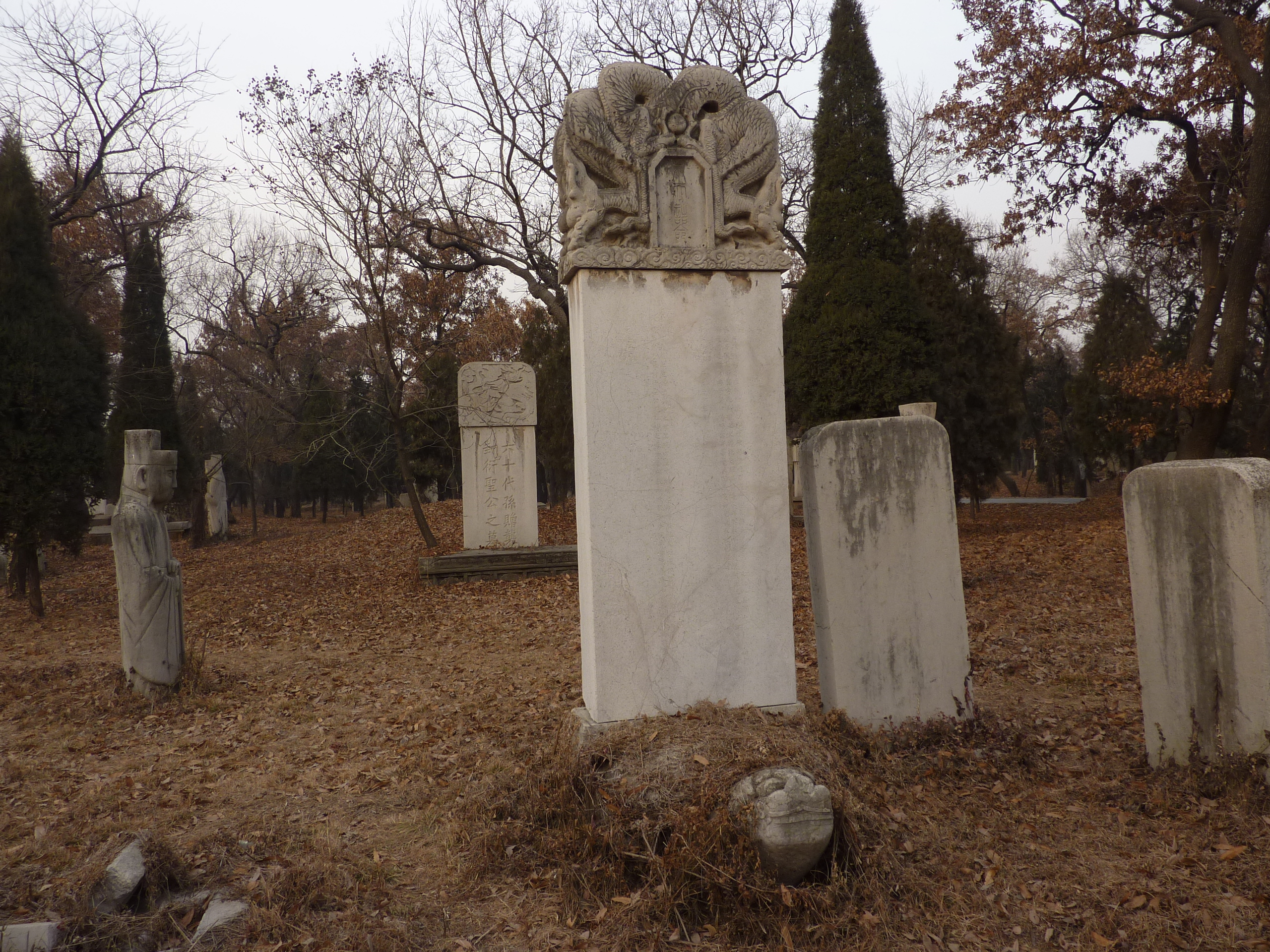
Стели
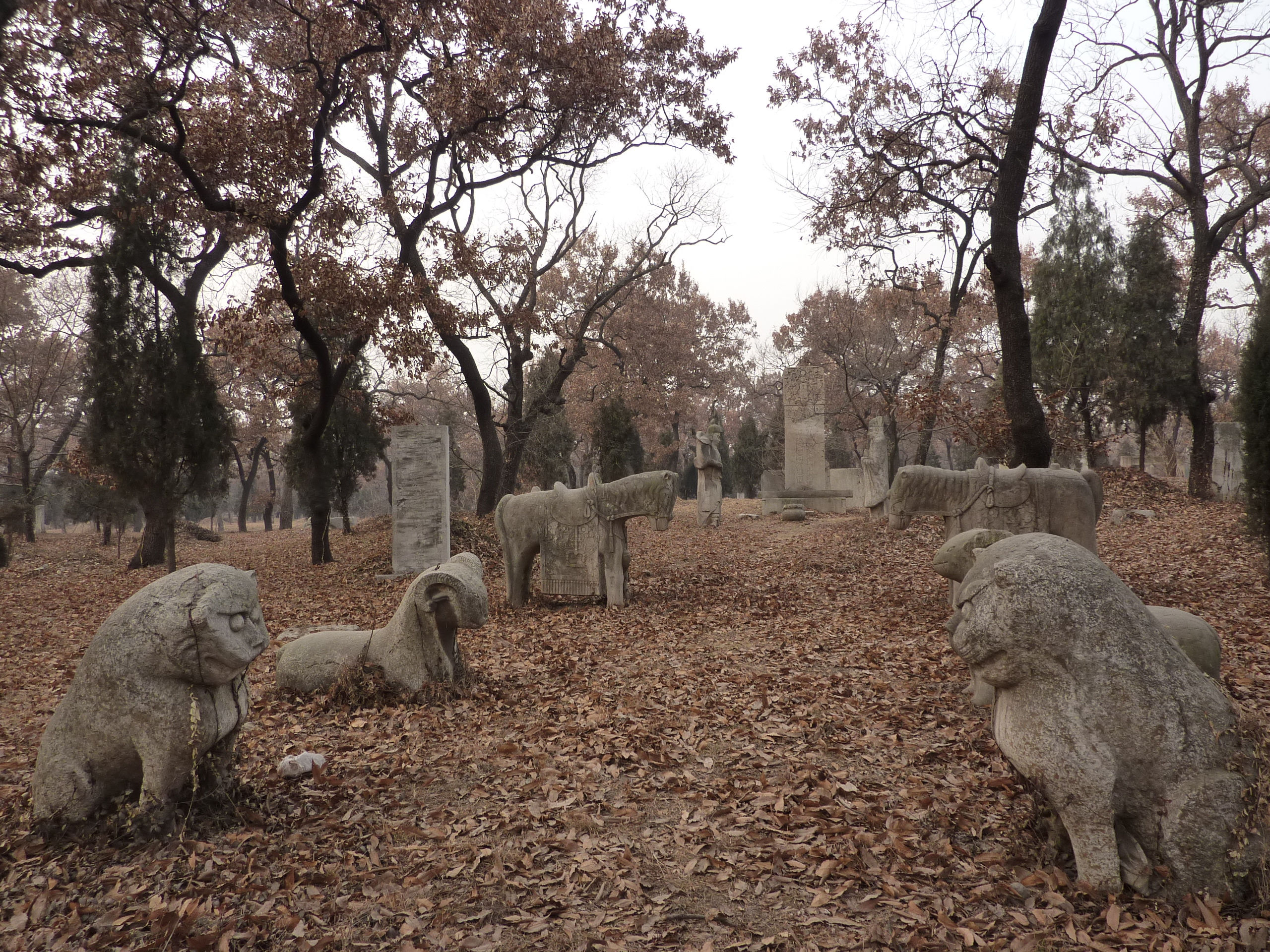
Статуї
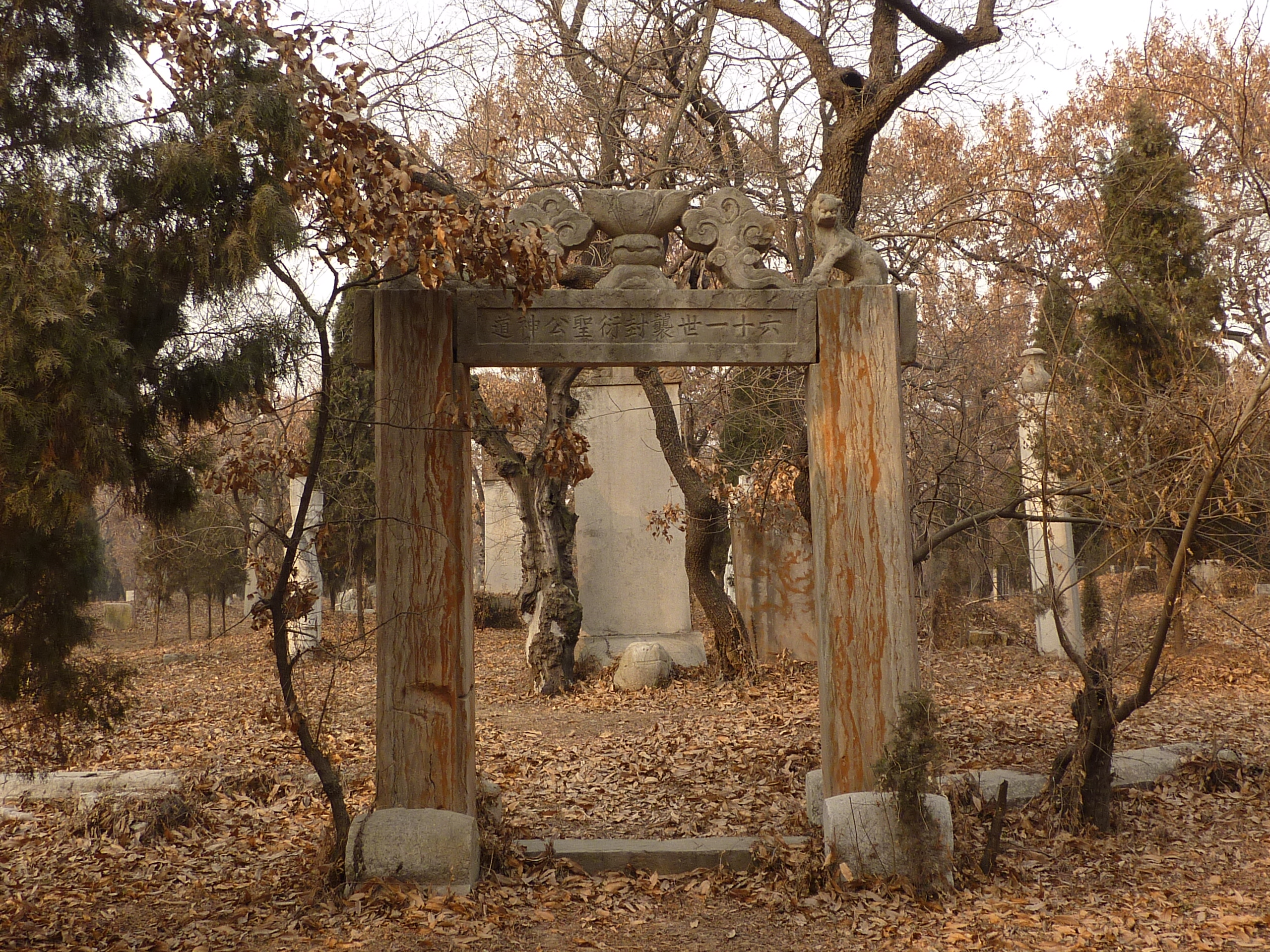
Арка
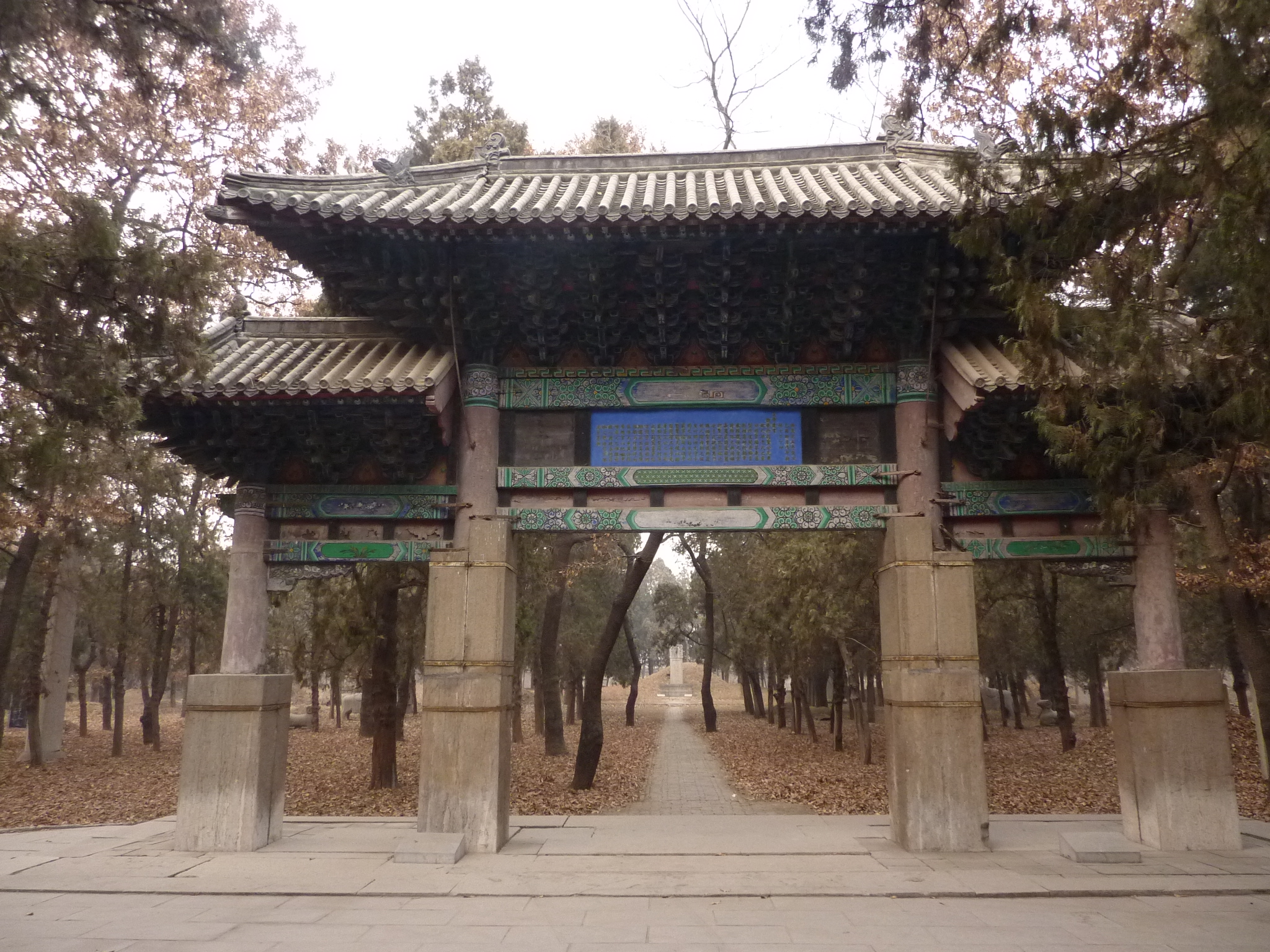
Могила Леді Ю
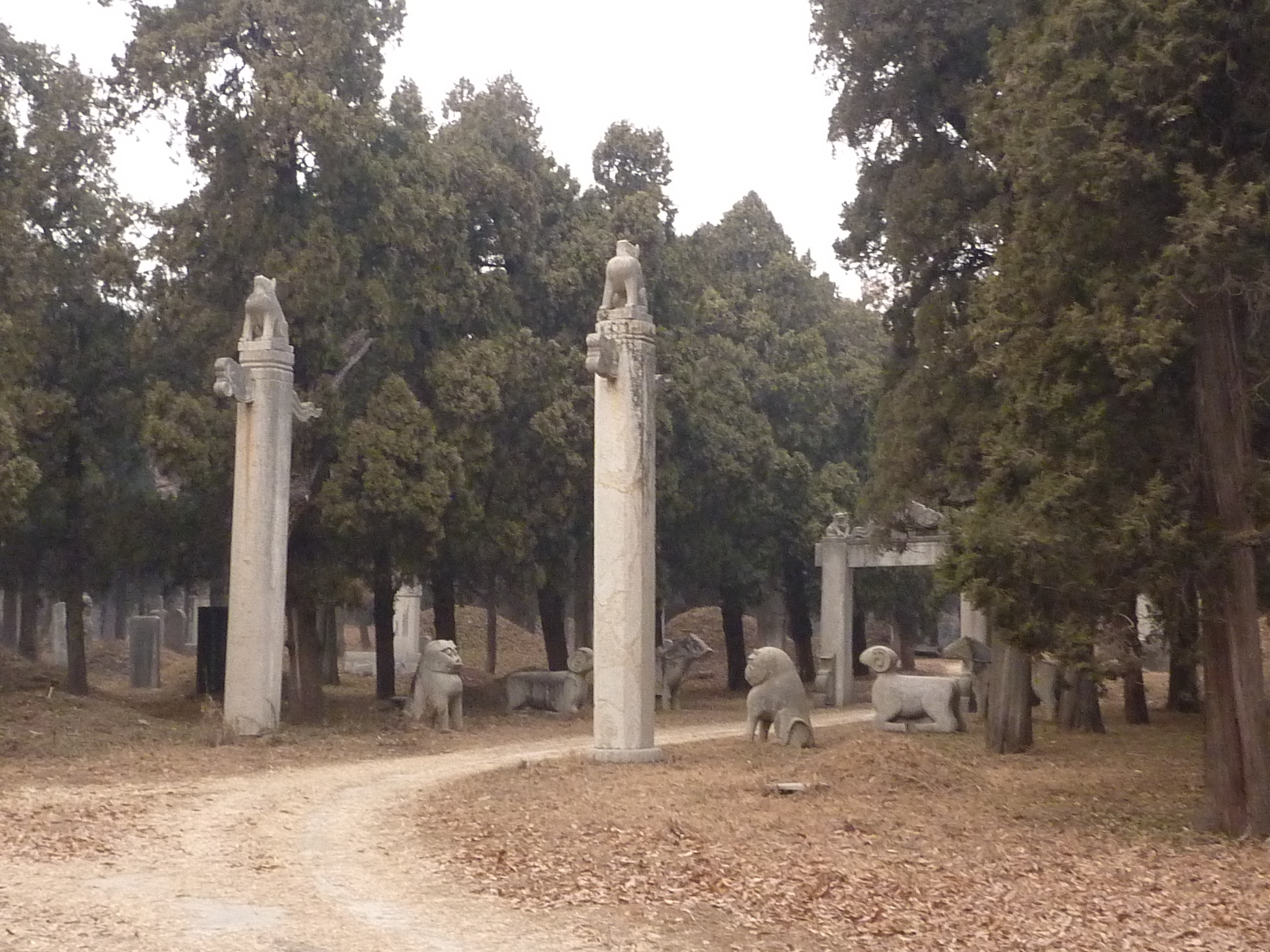
Духовна дорога
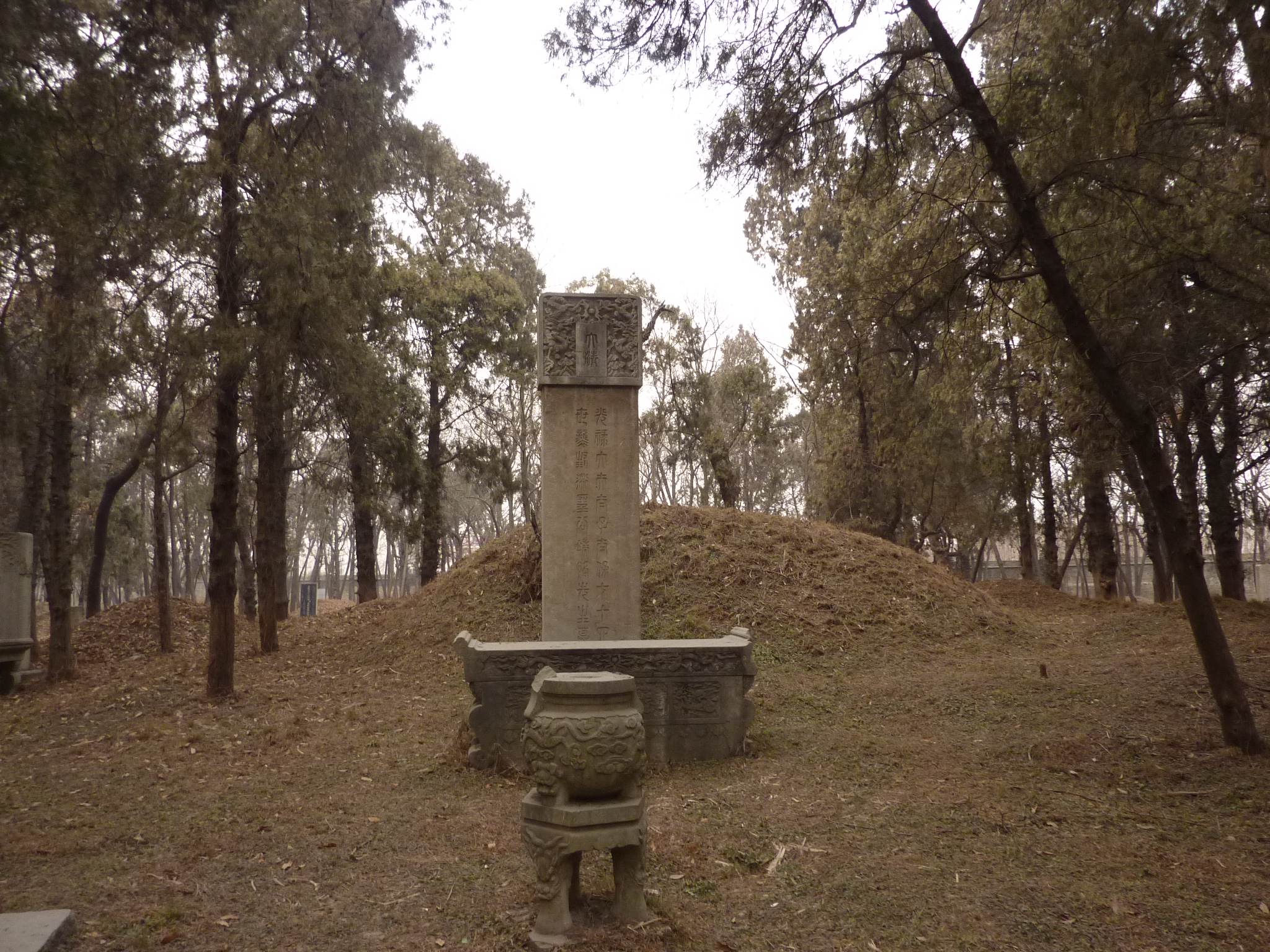
Стела